# Saint-sardos (AOC)
Pour les articles homonymes, voir Saint-Sardos.
L'appellation d'origine saint-sardos, qui est protégé par une AOC, est produite dans le département de Tarn-et-Garonne en grande partie et dans la Haute-Garonne.

## Histoire

### Moyen Âge
Fondée en 1114 à Bouillac, l’abbaye de Grand Selve, rattachée à l'ordre cistercien, fut à l'origine du vignoble local. Ce fut en 1274 que Richard Cœur de Lion, roi d’Angleterre et duc d'Aquitaine, autorisa la libre circulation des vins du Haut-Pays jusqu’à Bordeaux. Ce qui permit aux vins de Saint-Sardos d'être appréciés en Angleterre. Les Bordelais obtinrent que ce passe-droit prît fin et mirent même à sac les chais de Grand Selve en 1357.

### Période moderne
Au milieu du XIXe siècle, le vignoble de Saint-Sardos couvrait 15 % de la SAU (surface agricole utile). Mais il fut complètement décimé par le phylloxéra en 1876.

### Période contemporaine
Une grande partie du vignoble fut replantée mais les gelées de 1956 lui portèrent un nouveau coup. À nouveau reconstitué, cette fois sur la base de cépages nobles, le syndicat des producteurs de vins de pays déposa une première demande de labellisation en AOVDQS, en 1984 auprès de l'INAO puis en 1997. En mai 1998, le dossier fut accepté et le Comité national, deux ans plus tard, nomma une commission d’expertise, pour la délimitation géographique et parcellaire. Les conclusions de celle-ci furent avalisées en décembre 2001 et l’arrêté voté au comité national, le 9 juin 2005, et il fut publié dans le Journal Officiel du 1er octobre 2005.Depuis le 19 mai 2011 elle est reconnue en tant que appellation d'origine contrôlée (AOC).

## Étymologie
L'AOC Saint-sardos tient son nom de la commune de Saint-Sardos, nommée ainsi en l'honneur de Saint Sacerdos, évêque de Limoges.

## Situation géographique

### Orographie
Le vignoble de Saint-Sardos est implanté sur des sols vallonnés de croupes et de coteaux dominant la rive gauche de la Garonne et les premiers coteaux de la Lomagne. Entre, des petits ruisseaux et des rivières s'écoulent dans la Garonne.

### Géologie
Les terrasses sont composées de sols acides de boulbène, de rouget, et de graves, lessivés, érodés et caillouteux, forts propices, en bonne exposition, à la culture de la vigne.

### Climatologie
Ce vignoble est soumis à deux influences. La méditerranéenne avec le vent d'autan chaud et sec. Au début de l'automne, il hâte la maturation des raisins tout en freinant le développement des maladies cryptogamiques. La seconde est atlantique avec des hivers doux. La variété du relief détermine de nombreux micros climats favorables à la vigne.

## Vignoble

### Présentation
Actuellement, ce terroir couvre 230 ha. Son vignoble s'étend sur 20 communes de Tarn-et-Garonne : Beaumont-de-Lomagne, Beaupuy, Belbèse, Bouillac, Bourret, Comberouger, Cordes-Tolosannes, Escazeaux, Faudoas, Gariès, Labourgade, Lafitte, Larrazet, Mas-Grenier, Montaïn, Saint-Sardos, Savenès, Sérignac, Verdun-sur-Garonne, Vigueron et trois communes dans la Haute-Garonne Belleserre, Lagraulet-Saint-Nicolas, Le Burgaud.

### Encépagement
Les cépages rouges principaux sont la syrah (40 % minimum) et le tannat (20 % minimum). S'y ajoutent en cépages secondaires, le cabernet franc et le merlot (10 % maximum). Les vins ne sont labellisés que s'ils assemblent des raisins ou de vins issus d'au moins trois cépages.

### Méthodes culturales et réglementaires
Afin d'obtenir d’obtenir le maximum de qualité, de leur terroir, les viticulteurs se sont imposés des règles de conduite du vignoble avec une densité de plantation de 4000 pieds/ha et un écartement entre les ceps de 2,50 m maximum. S'y ajoutent, un suivi en lutte raisonnée du vignoble, des vendanges en vert pour limiter les rendements ainsi qu'un suivi et des contrôles sur les parcelles de la part des techniciens viticoles
La vendange est systématiquement éraflée. La cuvaison dure de 10 à 20 jours et la fermentation se fait dans des cuves avec maîtrise des températures. Les vins rouges sont commercialisés après au moins deux ans d’élevage.

### Vinification et élevage
La production se partage entre 80 % de vin rouge et 20 % de vin rosé.

### Terroir et vins

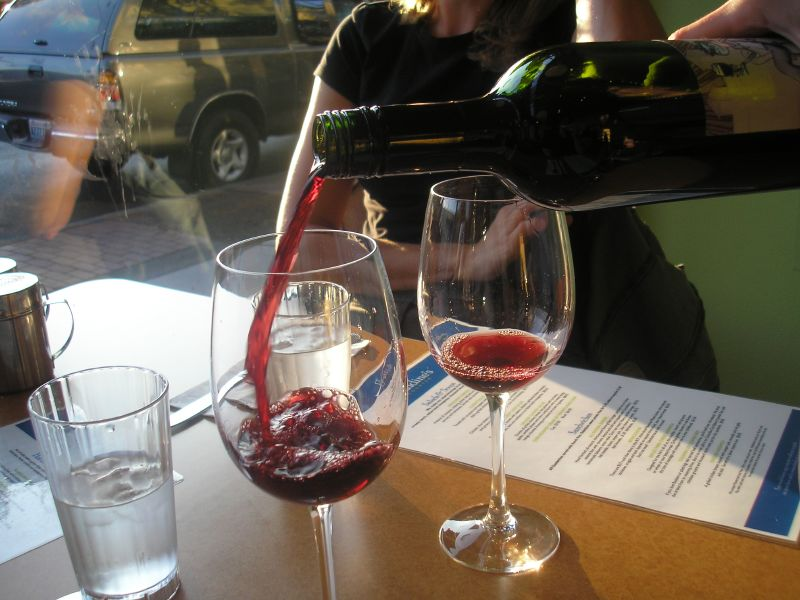
Dégustation de l'AOC saint-sardos.

Les vins, bien constitués, d’une couleur profonde, charnus et harmonieux, doivent leurs qualités au terroir et au climat aussi bien qu'aux cépages. Ici la syrah, originaire de la vallée du Rhône, est cultivée depuis plus de 100 ans. C'est le seul vignoble du Sud-Ouest où elle est cépage principal. Le cabernet franc apporte aux assemblages finesse et arômes de petits fruits rouges.
Le tannat, exigeant et à la récolte souvent tardive, est implanté sur les coteaux les plus ensoleillés de parfaire sa maturité. Le merlot donne des vins puissants, mais à la structure souple, tout en dégageant des arômes de fruits mûrs.

### Structure des exploitations
Il a 88 propriétaires ou exploitants dans le vignoble. Sur les 230 hectares de l'appellation, une trentaine de viticulteurs en détient 150. La cave des vignerons de Saint-Sardos regroupe la quasi-totalité des producteurs. Il y a deux vignerons indépendants, l'un sur la commune de Bouillac, l'autre sur celle du Burgaud.

### Commercialisation
La mise en marché oscille entre 8 000 à 9 000 hl par an.